# Asti Calcio a 5 2011-2012
Questa pagina raccoglie i dati riguardanti l'Asti Calcio a 5, squadra di calcio a 5 militante in serie A, nelle competizioni ufficiali della stagione 2011-12.

## Maglie e sponsor
Il partner tecnico per la stagione 2011-2012 è Joma, mentre lo sponsor ufficiale è Acqua Eva.
| casa | Trasferta | Terza divisa | Quarta divisa |

## Calciomercato

### Sessione estiva
| Alessandro Patias   | Marca     |
| Anderson Pellegrini | Luparense |
| Júlio De Oliveira   | Aosta     |

| Partenze | Partenze | Partenze | Partenze |
| Nome     | a        |          |          |
| -------- | -------- | -------- | -------- |

### Sessione invernale
| Arrivi | Arrivi | Arrivi | Arrivi |
| Nome   | da     |        |        |
| ------ | ------ | ------ | ------ |

| Miguel Bormolini  | Scafati-Santa Maria |
| Fabio Kazuo Honda | ritirato            |

## Organigramma
- Presidente: Maria Cristina Truffa
- Vice Presidente: Riccardo Ruscalla
- Segretario: Sergio Lombardi
- Tesoriere: Gabriele Pittarelli
- Consigliere: Claudio Giovannone
- Consigliere: Maurizio Lombardi
- Consigliere: Lorenzo Lombardi

## Organico

### Prima squadra
| N° | Naz.                                   | Ruolo | Sportivo            | Anno     |  |  |
| -- | -------------------------------------- | ----- | ------------------- | -------- |  |  |
| 1  | Brasile (bandiera)                     | POR   | Danilo Scarparo     | 31.01.78 |  |  |
| 2  | Argentina (bandiera)                   | DIF   | Hernán Patané       | 12.03.74 |  |  |
| 3  | Brasile (bandiera) · Italia (bandiera) | UNI   | Gabriel Lima        | 19.08.87 |  |  |
| 6  | Brasile (bandiera) · Italia (bandiera) | PIV   | Ramon Bueno Ardite  | 27.09.84 |  |  |
| 7  | Brasile (bandiera) · Italia (bandiera) | LAT   | Diego Cavinato      | 06.05.85 |  |  |
| 8  | Brasile (bandiera) · Italia (bandiera) | DIF   | Douglas Corsini     | 31.08.82 |  |  |
| 9  | Brasile (bandiera)                     | LAT   | Eduardo Dias        | 13.09.80 |  |  |
| 11 | Brasile (bandiera)                     | PIV   | Fabio Kazuo Honda   | 04.01.78 |  |  |
| 13 | Brasile (bandiera) · Italia (bandiera) | PIV   | Alessandro Patias   | 08.07.85 |  |  |
| 15 | Brasile (bandiera) · Italia (bandiera) | PIV   | Raphael Bessa       | 06.12.86 |  |  |
| 18 | Italia (bandiera)                      | LAT   | Gioele Cannella     | 12.09.89 |  |  |
| 20 | Brasile (bandiera)                     | LAT   | Ricardo Zanella     | 20.05.89 |  |  |
| 23 | Brasile (bandiera) · Italia (bandiera) | LAT   | Anderson Pellegrini | 16.12.75 |  |  |
| 25 | Italia (bandiera)                      | POR   | Emanuele Bortot     | 15.12.82 |  |  |
| ?  | Brasile (bandiera)                     | PIV   | Miguel Bormolini    | 19.02.79 |  |  |

### Under-21
| N° | Naz.                                   | Ruolo | Sportivo          | Anno     |  |  |
| -- | -------------------------------------- | ----- | ----------------- | -------- |  |  |
| 4  | Italia (bandiera)                      | UNI   | Luca Modica       | 25.07.90 |  |  |
| 5  | Italia (bandiera)                      | DIF   | Antonio Celentano | 04.09.90 |  |  |
| 12 | Italia (bandiera)                      | POR   | Luca Casalone     | 10.01.90 |  |  |
| 16 | Italia (bandiera)                      | POR   | Davide Fontebasso | 03.07.93 |  |  |
| 17 | Brasile (bandiera) · Italia (bandiera) | PIV   | Júlio De Oliveira | 08.06.91 |  |  |
| 22 | Italia (bandiera)                      | POR   | Mirco Casassa     | 09.10.92 |  |  |

## Campionato

### Stagione regolare

#### Girone di andata
1. 24/09/2011 	 	Asti Acqua Eva - Augusta 	1 - 0
2. 01/10/2011 	 	Lazio - Asti Acqua Eva 	3 - 3
3. 08/10/2011 	 	Asti Acqua Eva - Bisceglie 	2 - 4
4. 15/10/2011 	 	Real Rieti - Asti Acqua Eva 	1 - 3
5. 21/10/2011 	 	Asti Acqua Eva - Ponzio Pescara 	3 - 2
6. 30/10/2011 	 	Marca Futsal - Asti Acqua Eva 	2 - 1
7. 05/11/2011 	 	Asti Acqua Eva - Acqua & Sapone Fiderma 	3 - 2
8. 12/11/2011 	 	Asti Acqua Eva - Promomedia Putignano 	6 - 2
9. 19/11/2011 	 	Finplanet Fiumicino - Asti Acqua Eva 	2 - 3
10. 26/11/2011 	 	Asti Acqua Eva - Kaos Futsal 	2 - 0
11. 03/12/2011 	 	Franco Gomme Venezia - Asti Acqua Eva 	2 - 2
12. 07/12/2011 	 	Asti Acqua Eva - Alter Ego Luparense 	1 - 2
13. 28/12/2011 	 	Montesilvano - Asti Acqua Eva 	4 - 4

#### Girone di ritorno
1. 04/01/2012 	 	Augusta - Asti Acqua Eva 	3 - 3
2. 07/01/2012 	 	Asti Acqua Eva - Lazio 	5 - 2
3. 14/01/2012 	 	Bisceglie - Asti Acqua Eva 	2 - 1
4. 17/01/2012 	 	Asti Acqua Eva - Real Rieti 	3 - 2
5. 18/02/2012 	 	Ponzio Pescara - Asti Acqua Eva 	3 - 2
6. 25/02/2012 	 	Asti Acqua Eva - Marca Futsal 	1 - 1
7. 29/02/2012 	 	Acqua & Sapone Fiderma - Asti Acqua Eva 	7 - 5
8. 03/03/2012 	 	Promomedia Putignano - Asti Acqua Eva 	3 - 0
9. 17/03/2012 	 	Asti Acqua Eva - Finplanet Fiumicino 	6 - 0
10. 31/03/2012 	 	Kaos Futsal - Asti Acqua Eva 	0 - 1
11. 03/04/2012 	 	Asti Acqua Eva - Franco Gomme Venezia 	1 - 1
12. 14/04/2012 	 	Alter Ego Luparense - Asti Acqua Eva 	8 - 1
13. 21/04/2012 	 	Asti Acqua Eva - Montesilvano 	2 - 1

### Play-off

#### Quarti

##### Gara1
| Arbitri: | Pierluigi Cecala (L’Aquila) Mirko D'Angeli (Pesaro) Sergio Scali (Pinerolo) |
| Crono:   | Antonio Bovino (Nichelino)                                                  |

|                                 |           |                       |
| Patias 24'49’’ Cavinato 31'20’’ | Marcatori | 27'03’’, 37'20’’ Nuno |

##### Gara2
| Arbitri: | Antonio Gallo (Torre Annunziata) Gianantonio Leonforte (Vicenza) Nicola Maria Manzione (Salerno) |
| Crono:   | Giovanni Colombi (Tivoli)                                                                        |

|                                    |           |                              |
| Dimas 8'56’’, 33'26’’ Nuno 10'58’’ | Marcatori | 6'05’’ Cavinato 24'34’’ Lima |

## Coppa Italia
| Arbitri: | Luca Illotto (Trento) Roberto Astolfi (Rovigo) Stefano Lena (Treviso) |
| Crono:   | Enrico De Poli (Mestre)                                               |

|                                                                         |           |                                              |
| Patias 2’, 15'32’’, 32'40’’ (rig.), 33'37’’ (t.l.) Ramon 30'06’’ (rig.) | Marcatori | 13'26’’ Héctor 23'16’’ Schmitt 35'49’’ Mielo |

| Arbitri: | Francesco Massini (Roma 1) Mario Filippini (Roma 1) Marco Vocca (Battipaglia) |
| Crono:   | Pierluigi Cecala (L’Aquila)                                                   |

|                                                       |                      |                                                 |
| Borruto 11'22’’, 23'44’’ Rogério 37'22’’              | Marcatori            | 10'53’’ Cavinato 22'45’’ Patias 25'37’’ Corsini |
| Cuzzolino Calderolli Rogério Fantacele Burato Garcias | Tiri di rigore 5 – 6 | Ramon Patias Cavinato Lima Corsini Bessa        |

| Arbitri: | Angelo Galante (Ancona) Domenico Daidone (Trapani) Leonardo Balli (Prato) |
| Crono:   | Giuseppe Di Gregorio (Enna)                                               |

|                                              |           |                                                         |
| Fortino 5'53’’ Euler 16'03’’ Honorio 31'33’’ | Marcatori | 10'21’’ Ramon 30'04’’ Lima 31'03’’ Patias 36'06’’ Bessa |

## Statistiche

### Statistiche di squadra
| Competizione | Punti | In casa | In casa | In casa | In casa | In trasferta | In trasferta | In trasferta | In trasferta | Totale | Totale | Totale | Totale | Totale | Totale |
| Competizione | Punti | G       | V       | N       | P       | G            | V            | N            | P            | G      | V      | N      | P      | Gf     | Gs     |
| ------------ | ----- | ------- | ------- | ------- | ------- | ------------ | ------------ | ------------ | ------------ | ------ | ------ | ------ | ------ | ------ | ------ |
| Campionato   | 42    | 13      | 9       | 2       | 2       | 13           | 3            | 4            | 6            | 26     | 12     | 6      | 8      | 65     | 59     |
| Play-off     |       | 1       | 0       | 1       | 0       | 1            | 0            | 0            | 1            | 2      | 0      | 1      | 1      | 4      | 5      |
| Coppa Italia |       | -       | -       | -       | -       | -            | -            | -            | -            | 3      | 1      | 1      | 1      | 12     | 9      |
| Totale       |       | 14      | 9       | 3       | 2       | 14           | 3            | 4            | 7            | 31     | 13     | 8      | 10     | 81     | 73     |